# Видеоредактор
Видеоредактор — программа, включающая в себя набор инструментов, которые позволяют осуществлять нелинейный монтаж видео- и звуковых файлов. Кроме того, большинство видеоредакторов позволяют создавать и накладывать титры, осуществлять цветовую и тональную коррекцию изображения, микшировать звук и создавать спецэффекты. Программы профессионального назначения позволяют синхронизировать звук с изображением по временному коду.

## Элементы

### Проект
Видеоредактор, как правило, предполагает создание листа монтажных решений для работы с видео. В данном случае, это совокупность всех настроек и изменений, сделанных в приложении, которые записываются в отдельном файле проекта. В листе монтажных решений сохраняется список всех медиафайлов, используемых при монтаже, данные о последовательности их воспроизведения в готовом ролике, начальные и конечные точки монтажных кадров, а также все изменения исходных файлов видео и звука. Готовый лист монтажных решений можно открыть для последующего монтажа, при этом все ранее используемые медиафайлы должны быть доступны по ссылкам на пути, которые были сохранены в проекте. В ином случае приложение сообщит о невозможности найти тот или иной файл. В некоторых программах существует возможность прямо в проекте сохранять все исходные файлы, в таком случае не придётся заботиться о сохранении их на своих местах, однако копирование всех файлов может потребовать дополнительное дисковое пространство.

### Таймлайн
Таймлайн (англ. timeline — временна́я шкала, монтажная линейка или монтажный стол) — элемент интерфейса программы — полоса (лента), на которой визуально расположены все видео- и звуковые дорожки, и где собственно производится монтаж видеоряда. Расположение клипов на дорожках слева направо соответствуют времени их появления от начала при воспроизведении проекта. В качестве временных отсчётов может использоваться тайм-код.

### Окно тайм-кода
Тайм-код отображает время, соответствующее позиции на таймлинии от начала проекта, которое может начинаться с нуля или быть заранее заданным. Обычно отображается в формате часы:минуты:секунды:кадры, но иногда кадры могут быть заменены сотыми секунды или вовсе не использоваться.

### Окно предварительного просмотра
Для просмотра воспроизводимого видео в видеоредакторе используется окно предварительного просмотра. В зависимости от версии приложения при этом могут демонстрироваться наложенные эффекты и переходы. Также, при наличии платы вывода, видео может транслироваться на внешний монитор или иное устройство отображение через различные интерфейсы: IEEE 1394, SDI или по HDMI.

### Эффекты
Эффекты и фильтры позволяют производить коррекцию и изменения характеристик видео. Наиболее распространёнными из них являются:
- Цветокоррекция
- Коррекция уровней яркости
- Шумоподавление
- Замедление/ускорение движения
- Использование неподвижных изображений
- Наложение титров
- Наложение графических композиций
- Монтажные переходы
- Улучшение качества видео, повышение резкости
- Имитирующие фильтры, например, создающие эффект старого кино.
- Деформация
- Размытие
- Генерация различных тестовых изображений и таблиц
- Масштабирование
- Деинтерлейсинг
- 35mm фильм пленка

### Анализ видео
Для анализа видео могут применяться вектороскоп, гистограмма, осциллограф.

### Звуковое сопровождение
В большинстве случаев видео имеет звуковое сопровождение. Некоторые видеоредакторы имеют встроенные возможности по редактированию звука, включая тем самым в себя простейшие функции аудиоредактора. Звуковые дорожки также возможно микшировать, изменять уровни громкости, накладывать фильтры или звуковые эффекты. Для контроля за уровнем звука применяется измеритель уровня, который также присутствует в большинстве редакторов.

## Функции видеоредактора
Наиболее распространены такие функции видеоредактора, как захват, монтаж, финальный просчёт, сжатие, авторинг.

### Захват
Помимо возможности загружать готовые видеофайлы, многие редакторы позволяют захватывать видео, то есть сохранять видеопоток в файл. Как правило, фонограмма записывается одновременно с видео, но также может быть записана позже, при монтаже, в виде аудиокомментариев или дополнительного звукового сопровождения.
В целях экономии дискового пространства видеопоток при захвате сжимается, то есть кодируется с применением алгоритмов компрессии. Выбор параметров кодирования зависит от возможностей компьютера или монтажной станции, разумного соотношения размера файла и качества видео, а также от дальнейших намерений по использованию этого файла.

### Монтаж
Простейшим возможностями монтажа обладают все видеоредакторы, как-то возможность разрезать или склеивать фрагменты видео и звука. Но более продвинутые приложения имеют намного больше возможностей, позволяющие изменять характеристики видео, создавать различные переходы между роликами, изменять масштаб и формат видео, добавлять и устранять шум, производить цветовую коррекцию, добавлять титры и графику, управлять звуковой дорожкой, наконец, создавать стереоскопическое видео (3D).

### Финальный просчёт
В зависимости от целей последующего использования полученной после монтажа видеопрограммы, необходимо выполнить финальный просчёт (рендеринг) и сжатие видео- и аудиоматериала.
Финальный просчёт позволяет создать новое видео, с применёнными в проекте эффектами и переходами. Для сложных проектов эта операция требует значительных системных ресурсов и может отнимать немало времени. Также в процессе монтажа для просмотра в реальном времени наложенных эффектов может применяться предварительный просчёт или пре-рендеринг, в этом случае просчитанный фрагмент видео записывается во временный файл или в оперативную память.

### Сжатие
Степень сжатия видеопотока и формат кодека определяется целями последующего применения этого видео. Для высококачественной вещательной продукции требуются видеоматериалы с минимальными искажениями, то есть с малой степенью сжатия и, соответственно, с большим потоком — для видео стандартной чёткости от 25 Мбит/с и выше. Для размещения в интернете и для записи на мобильные устройства применяются эффективные кодеки, позволяющие получить приемлемое качество изображения с невысоким потоком данных — 1—2 Мбит/с для видео стандартной чёткости. Видео высокой чёткости требует бо́льших битрейтов и, соответственно, повышенных требований к системным ресурсам компьютера или монтажной станции.

### Авторинг
Некоторые видеоредакторы позволяют производить DVD-авторинг — процесс создания образа DVD-видео. Это операция включает в себя создание меню, разделение фильмов на разделы,
добавление нескольких звуковых дорожек для различных языков, добавление субтитров. Более продвинутые редакторы имеют также возможность авторинга Blu-ray. 